# Tournon
Tournon – miejscowość i gmina we Francji, w regionie Owernia-Rodan-Alpy, w departamencie Sabaudia.
Według danych na rok 1990 gminę zamieszkiwały 402 osoby, a gęstość zaludnienia wynosiła 83 osób/km² (wśród 2880 gmin regionu Rodan-Alpy Tournon plasuje się na 1232. miejscu pod względem liczby ludności, natomiast pod względem powierzchni na miejscu 1527.). 
Przez gminę przepływa rzeka Isère. 
W Tournon urodził się pisarz Gabriel Faure.